# 239203 Simeon
239203 Simeon è un asteroide della fascia principale. Scoperto nel 2006, presenta un'orbita caratterizzata da un semiasse maggiore pari a 2,5560795 UA e da un'eccentricità di 0,2718067, inclinata di 5,10017° rispetto all'eclittica.
L'asteroide è dedicato allo zar di Bulgaria Simeone I il Grande.